# Elisabeth van Sleeswijk-Holstein-Sonderburg
Elisabeth van Sleeswijk-Holstein-Sonderburg (24 september 1580 - Rügenwalde, 21 december 1653) was de laatste hertogin van Pommeren.
Elisabeth was een dochter van Johan van Sleeswijk-Holstein-Sonderburg en zijn eerste vrouw Elisabeth van Brunswijk-Grubenhagen. In 1615 trouwde ze met hertog Bogislaw XIV van Pommeren, die toen nog slechts heer van het amt Rügenwalde was. In 1620 werd Bogislaw regerend hertog van Pommeren-Stettin en verhuisde het paar van het kasteel van Rügenwalde naar het hertogelijke paleis in Stettin. In 1625, na de kinderloze dood van zijn neef Filips Julius van Pommeren-Wolgast, verenigde Bogislaw het hertogdom Pommeren in een hand. Het huwelijk tussen Bogislaw en Elisabeth bleef kinderloos, waarmee de Pommerse Greifendynastie met Bogislaws dood in 1637 uitstierf. Elisabeth kreeg het kasteel van Rügenwalde als weduwegoed waar ze tot haar dood bleef leven.